# 埒县
埒县，中国古县名。
西汉置，治所在今山西省宁武县北二十里。属雁门郡十四县之一。在雁门郡西南部，南与楼烦县、太原郡相邻，西与西河郡相邻。王莽新朝时改为填狄亭县。东汉后省废。 